# Jack Quaid
Jack Henry Quaid (Los Angeles, 24 de abril de 1992) é um ator norte-americano. Ele fez sua estreia no cinema com um pequeno papel no filme Jogos Vorazes (2012). Seu papel de destaque veio como o vigilante Hughie Campbell na série satírica de super-heróis The Boys (2019–presente).
Jack Quaid integrou o elenco principal da série dramática Vinyl (2016). Ele também dublou Brad Boimler na animação Star Trek: Lower Decks (2020–2024) e Superman em My Adventures with Superman (2023–presente). No cinema, atuou em Logan Lucky (2017), interpretou Richie Kirsch no filme de terror Pânico (2022) e deu vida ao físico teórico Richard Feynman em Oppenheimer (2023).

## Biografia
Quaid nasceu em 24 de abril de 1992 em Los Angeles, Califórnia. Ele é um dos dois filhos da atriz Meg Ryan e o primeiro dos três filhos de Dennis Quaid.
Jack Quaid nasceu em Los Angeles em 24 de abril de 1992, sendo o único filho do casamento entre Meg Ryan e Dennis Quaid. Ele foi presidente do Bad Movie Club na Crossroads School, em Santa Monica, Califórnia, e estudou por três anos na Tisch School of the Arts, da Universidade de Nova York.

## Carreira
Em 2012, Jack Quaid fez sua estreia no cinema interpretando Marvel em Jogos Vorazes. Em uma entrevista, Jack Quaid explicou como ele fez o teste para o papel: "Tivemos chuvas torrenciais, inundações, um calor escaldante e então um urso entrou no set. Mas foi uma experiência incrível de união. Definitivamente, todos nós tínhamos uma ótima história para contar sobre o que fizemos nas nossas férias de verão." Ele também disse que foi avisado de uma reação dos fãs por causa dos atos covardes de seu personagem: "Quando fui escalado, disseram-me que as pessoas estariam cuspindo em mim nas ruas."[carece de fontes?]
No ano seguinte, reprisou o papel em uma cena de flashback em Jogos Vorazes: Em Chamas, em uma breve participação.[carece de fontes?] Após sua passagem pela franquia Jogos Vorazes, atuou em diversos filmes independentes, incluindo Roadies, um projeto financiado por meio de doações na plataforma de financiamento coletivo Indiegogo. Durante esse período, fez parte do grupo de comédia Sasquatch Sketch, ativo de 2013 a 2017, que produziu dezenas de vídeos humorísticos e realizou apresentações ao vivo na região de Los Angeles. Além disso, Quaid também atuou em outras webséries e curtas de comédia.
Em 2016, Jack Quaid integrou o elenco principal da série Vinyl, que teve curta duração na TV. No ano seguinte, participou da comédia policial Logan Lucky, de Steven Soderbergh, e estrelou o filme de comédia de terror Tragedy Girls, no papel de Jordan Welch.
Desde 2019, Jack Quaid interpreta Hugh Campbell, protagonista da série The Boys. Ele e sua colega de elenco Erin Moriarty também apareceram juntos no videoclipe de Have You Ever Seen the Rain?, do Creedence Clearwater Revival, lançado em 2018.
Jack Quaid emprestou sua voz ao personagem alferes Brad Boimler na animação Star Trek: Lower Decks (2020–2024), do CBS All Access, além de ter dublado personagens na série Garotas Harvey para sempre!. Em 2019, estrelou a comédia romântica Plus One e, em 2022, apareceu no reboot de Pânico.
Em 2023, interpretou uma versão live-action de Boimler em um episódio crossover de Star Trek: Strange New Worlds, intitulado "Those Old Scientists". No mesmo ano, participou do filme histórico Oppenheimer, de Christopher Nolan, no papel do físico Richard Feynman. Em 2024, apareceu como Nick Plinkett na série online Half in the Bag e em um episódio de Best of the Worst.[carece de fontes?]
Em 2025, o ator fez parte do elenco principal do filme de comédia de terror Acompanhante Perfeita.

## Vida pessoal
Jack Quaid namorou a atriz Lizzy McGroder de 2016 a 2021. Em fevereiro de 2024, confirmou que estava em um relacionamento com a atriz e colega de elenco de The Boys, Claudia Doumit.
Em julho de 2024, Jack Quaid comentou sobre ser rotulado como um "nepo baby". Em uma entrevista ao podcast do The Daily Beast, reconheceu sua posição privilegiada e concordou com o rótulo, destacando que, embora seu acesso inicial a agentes e oportunidades tenha lhe dado uma vantagem significativa na carreira, ele sempre se esforçou para provar seu próprio talento. No passado, seu pai já havia mencionado que Quaid estava determinado a conquistar o sucesso por mérito próprio, citando sua estreia em Jogos Vorazes. Por outro lado, sua mãe criticou o termo, argumentando que ele desconsidera o esforço, talento e a consciência que seu filho tem sobre seus privilégios.

## Filmografia

### Cinema
| Ano  | Título                                         | Papel                       | Notas                          | Ref    |
| ---- | ---------------------------------------------- | --------------------------- | ------------------------------ | ------ |
| 2012 | Jogos Vorazes                                  | Marvel                      |                                | [ 26 ] |
| 2012 | The World is Watching: Making the Hunger Games | Ele Mesmo                   | Documentário                   |        |
| 2012 | Just 45 Minutes from Broadway                  | Danny                       |                                | [ 26 ] |
| 2013 | Jogos Vorazes: Em Chamas                       | Marvel                      |                                | [ 26 ] |
| 2014 | Just Before I Go                               | Dylan                       |                                | [ 26 ] |
| 2015 | Running Wild                                   | Eric                        |                                | [ 26 ] |
| 2015 | Ithaca                                         | Marcus Macauley             |                                | [ 26 ] |
| 2016 | Aberrant                                       | Cole                        |                                | [ 26 ] |
| 2017 | Logan Lucky                                    | Fish Bang                   |                                | [ 26 ] |
| 2017 | Tragedy Girls                                  | Jordan Welch                |                                | [ 26 ] |
| 2018 | Rampage                                        | Connor                      |                                | [ 26 ] |
| 2018 | Smallfoot                                      | Piloto                      | dublagem                       | [ 26 ] |
| 2019 | Plus One                                       | Ben King                    |                                | [ 26 ] |
| 2021 | Batman: The Long Halloween: Part One           | Alberto Falcone             | Dublagem, diretamente em vídeo | [ 26 ] |
| 2022 | Pânico 5                                       | Richie Kirsch               |                                | [ 26 ] |
| 2023 | Pânico 6                                       | Richie Kirsch               |                                | [ 27 ] |
| 2023 | Homem-Aranha: Através do Aranhaverso           | Peter Parker do universo 65 | Dublagem                       | [ 26 ] |
| 2023 | Oppenheimer                                    | Richard Feynman             |                                | [ 26 ] |
| 2025 | Acompanhante Perfeita                          | Josh                        |                                | [ 26 ] |
| 2025 | Novocaine                                      | Nathan Caine                |                                | [ 26 ] |
| 2025 | Neighborhood Watch †                           |                             | Pós-produção                   | [ 28 ] |
| ASA  | Heads of State †                               |                             | Pós-produção                   | [ 29 ] |